# Шведов, Дмитрий Николаевич
Дми́трий Никола́евич Шве́дов (21 ноября (4 декабря) 1899, Москва — 8 августа 1981, Тбилиси) — советский композитор, дирижёр, педагог. Народный артист Грузинской ССР (1979). Брат композиторов Ивана и Константина Шведовых.

## Биография
В 1918 окончил Синодальное училище церковного пения, где обучался у А. Д. Кастальского и Н. М. Данилина. В 1919—1921 учился в Московской консерватории у К. А. Киппа (фортепиано) и А. А. Ильинского (композиция).
В 1918—1923 концертмейстер и оперный дирижёр в театрах Москвы, Самары, Саратова. С 1923 преподавал в Ленинградской консерватории (с 1929 доцент), в 1931—1981 — в Тбилисской (с 1941 профессор и зав. кафедрой камерного пения).

### Исследования
- Искусство Шаляпина и хоровая культура // Сборник статей по вопросам работы хоров художественной самодеятельности.— М., 1957.

## Сочинения
- Опера «Ревизор» (по Н. В. Гоголю, 1934)
- Опера «Изгнанники» (1938, на абхазский сюжет)
- Опера «Аламыс» («Честь», 1969, на абхазский сюжет)
- Поэма-оратория «Скифы» (для солиста, хора и оркестра, сл. А. А. Блока, 1926)
- кантаты
- Три симфонии (1922—1951)
- Поэма-вокализ (сюита для голоса и фортепианного трио, исп. в 1954)
- камерно-инструментальные произведения
- хоры
- романсы
- музыка к спектаклям драматического театра